# 久良親王
久良親王（ひさながしんのう／ひさよししんのう）は鎌倉時代末期から南北朝時代の公卿・皇族。土御門入道親王と称される。式部卿久明親王（鎌倉幕府第8代将軍）の二男。母は権中納言冷泉為相の娘。異母兄に守邦親王（鎌倉幕府第9代将軍）。無品王から従三位左中将を経て親王に復した。子は従一位・権大納言に至った源宗明。

## 経歴
以下、『公卿補任』、『尊卑分脈』、『後深草天皇實録』の内容に従って記述する。
- 嘉暦3年（1326年）2月13日、関白二条道平亭にて元服する[1]。加冠は二条道平、理髪は宮内卿藤原光継 [2]。
- 嘉暦3年（1326年）6月13日、無品久良王に源氏姓を賜り従三位に叙すという宣下あり。同日に右中将に任ぜられる。同年10月14日、父久明親王の喪に服す。
- 元徳元年（1329年）11月24日、左中将に転任。
- 元徳2年（1330年）2月11日、花園院の猶子となり親王宣下。
- 暦応元年（1340年）、出家[3]。

## 源宗明の父として
洞院公定の日記『玉英記』の記事に従えば、源宗明は久良親王の息男ということになる。また、『師守記』の内容から判断すると、当時既に出家していた久良親王（土御門入道親王）から臣籍降下した後に親王に復した例について意見を求められて所見を述べたとあるのは、息男宗明の行く末を案じて中原師守に質問をしていると考えられる。なお、源宗明は最終的には従一位に叙せられたが、親王に復すことはなかった。